# Laurot
Laurot (zkratka La) je středně pozdní až pozdní, interspecifická moštová odrůda révy (též hybridní odrůda, mezidruhové křížení, PiWi odrůda), určená k výrobě červených vín. Odrůda byla vyšlechtěna kolektivem šlechtitelů Vědeckovýrobního sdružení Resistant ve Velkých Bílovicích křížením odrůd Merlan (Merlot x Seibel 13 666) a Fratava (Frankovka x Svatovavřinecké).
Merlan je interspecifická moštová odrůda, vyšlechtěná v Moldavsku, ve výzkumném ústavu Vierul v Kišiněvě. Šlechtitelský materiál byl získán přímo od pracovníků výzkumného ústavu a využit kolektivem šlechtitelů Resistant například při šlechtění sesterských odrůd Cerason, Kofranka a Marlen (pocházejí ze stejného křížení), odrůdy Nativa, která pochází ze stejných rodičů, ale v tomto případě je Merlan otcovskou odrůdou, ale i odrůd Malverina, Erilon, Savilon a Vesna.
Fratava je úspěšný kříženec Lubomíra Glose z Moravské Nové Vsi, který byl kolektivem šlechtitelů Resistant využit též při šlechtění sesterských odrůd Cerason, Kofranka a Marlen a odrůdy Nativa, která pochází ze stejných rodičů v opačném pořadí.

## Popis
Réva odrůdy Laurot je jednodomá dřevitá pnoucí liána, dorůstající v kultuře až několika metrů. Kmen tloušťky až několik centimetrů je pokryt světlou borkou, která se loupe v pruzích. Úponky révy umožňují této rostlině pnout se po pevných předmětech. Růst je středně bujný až bujný s polovzpřímenými nebo vodorovnými letorosty. Keř je hustě olistěný, s četnými zálistky. Vrcholek letorostu je zelený, ochmýřený. Jednoleté réví je středně silné, hnědé až hnědočervené, čárkované.
List je malý až středně velký, čepel je pětiúhelníková, bez vyznačených laloků či tří- až pětilaločnatá s velmi mělkými horními bočními výkroji. Vrchní strana čepele listu je lesklá, středně puchýřnatá, spodní je jemně plstnatá, řapíkový výkroj je lyrovitý s ostrým dnem, úzce otevřený až lehce překrytý, řapík je středně dlouhý, jemně narůžovělý, stejně jako žilnatina listu v okolí připojení řapíku.
Oboupohlavní pětičetné květy v hroznovitých květenstvích jsou žlutozelené, samosprašné. Plodem je malá až středně velká, kulatá, tmavomodrá až modročerná bobule s voskovým povlakem, dužina je bez zbarvení, řídká, plné chuti. Hrozen je středně velký až velký (152 g), středně hustý až hustý, ale s volným koncem, kuželovitě-válcovitý.

## Původ a rozšíření
Laurot je interspecifická moštová odrůda, která byla vyšlechtěna kolektivem šlechtitelů Vědeckovýrobního sdružení Resistant Velké Bílovice (později Vinselekt Perná), křížením odrůd Merlan (Merlot x Seibel 13 666) a Fratava (Frankovka x Svatovavřinecké). Šlechtiteli byli Doc. Ing. Miloš Michlovský, CSc., Ing. František Mádl, Prof. Ing. Vilém Kraus, CSc., Lubomír Glos a Vlastimil Peřina. Vlastní křížení bylo provedeno roku 1985, selekce postupně proběhla v Lednici na Moravě, v Břeclavi a v Perné.
Do Státní odrůdové knihy České republiky byla odrůda zapsána roku 2004 a stala se tak první naší zapsanou interspecifickou odrůdou. Udržovatelem odrůdy je Ing. Miloš Michlovský, CSc. Zastoupení ve vinicích je minimální, roku 2010 byla na Moravě vysazena na cca 4 hektarech, převážně ve Slovácké vinařské podoblasti, průměrné stáří vinic činilo téhož roku 15 let.

## Název
Název odrůdy je kombinací názvů rodičovských odrůd, v tomto případě odrůd Svatovavřinecké (Saint Laurent) a Merlot, vyráběná vína mohou typově připomínat vína těchto odrůd. Určitou roli může hrát i fakt, že název připomíná ženské jméno „Laura“, které vychází z latinského názvu vavřínu (Laurus) a evokuje tak předpokládanou úspěšnost odrůdy (vavřínový věnec, udělovaný vítězům). Pracovní název odrůdy byl Mi-5-106.

## Pěstování
Réví dobře vyzrává. Doporučují se středně dlouhé tažně a podnože T 5C, SO-4, Cr 2 a 125 AA. Při zajištění hlavních agrotechnických zásad a na vhodných stanovištích nepotřebuje Laurot chemickou ochranu a je tím předurčen pro ekologické vinohradnictví. V méně vhodných podmínkách či v době vyššího infekčního tlaku postačí jeden postřik před a po odkvětu. Za určitý nedostatek lze považovat dost pozdní dozrávání, kdy v horších ročnících zůstává v moštu výrazná kyselina, kterou je vhodné odbourat malolaktickým kvašením. Vzhledem k vysoké plodnosti (3-4 hrozny na letorostu) je nutný umírněný řez na jeden tažeň a redukce násady hroznů. Výnos odrůdy je středně vysoký, pravidelný, 9-15 t/ha při cukernatosti moštu 17,5-21°NM a obsahu kyselin 9-13,5 g/l. Ve zkouškách pro registraci bylo dosaženo v tříletém průměru 10 t/ha při cukernatosti 18,5°NM.

### Fenologie
Doba rašení oček je raná až středně pozdní, bobule zaměkají ve druhé polovině až koncem srpna, sklizňová zralost začíná v první až druhé dekádě října.

### Choroby a škůdci
Vůči plísni révové (Plasmopara viticola) a padlí révovému (Uncinula necator) je odrůda odolná, citlivější je k napadení plísní šedou (Botrytis cinerea).

### Poloha a půdy
Je vhodná pouze do těch nejlepších vinohradnických oblastí. Vyhovují ji svahovité pozemky s jižní či jihozápadní orientací. Náročná je i na půdu. Vyhovují ji úrodná, vzdušná stanoviště, ne příliš vysychavá, na nichž slábne růst. Půdy jsou vhodné zejména hlinité až hlinitopísčité s dobrým vodním režimem.

## Víno
Dává vína vysoce kvalitní, plná, aromatická, s vyšší aciditou, kterou je v některých ročnících nutno odbourat. Typově jsou blízká zejména vínům z odrůdy Svatovavřinecké. Kladné vlastnosti vín vyniknou zvláště po jablečno-mléčném kvašení a po školení v dřevěných sudech či v dubových sudech typu barrique.
Typický Laurot je velmi tmavě granátové barvy s fialovými reflexy, vůně je svěží s ovocnými tóny, chuť je plná, jemná, atraktivně harmonická. Ve vůni a chuti jsou dominantní třešně a višně, dále můžeme hledat listy a plody černého rybízu, vyzrálé lesní ovoce a čokoládu. V chuti lze pozorovat výraznou tříslovinu. Víno je vhodné ke střednědobé archivaci, při zrání se rychle sametově zaplňuje.

### Stolování
Vína jsou vhodná k masitým pokrmům, jako hovězí steak, kořenité úpravy vepřového, zabíjačka a zvěřinové speciality. Při kombinaci s masitými jídly v neutrálních omáčkách vynikne harmonie vína.

### Multimédia
- Ing. Radek Sotolář : Multimediální atlas podnožových, moštových a stolních odrůd révy, Mendelova zemědělská a lesnická universita Brno, zahradnická fakulta v Lednici
- Martin Šimek : Encyklopédie všemožnejch odrůd révy vinné z celýho světa s přihlédnutím k těm, co již ouplně vymizely, 2008-2012